# Lisinopril
Lisinopril là thuốc thuộc nhóm thuốc ức chế men chuyển angiotensin (ACE) dùng để điều trị huyết áp cao, suy tim và sau các cơn đau tim. Đối với huyết áp cao, nó thường là phương pháp điều trị đầu tiên, mặc dù ở người da đen, thuốc chẹn kênh calci hoặc thuốc lợi tiểu thiazide hoạt động tốt hơn. Nó cũng được sử dụng để ngăn ngừa các vấn đề về thận ở những người mắc bệnh tiểu đường. Lisinopril được uống qua đường miệng. Hiệu ứng đầy đủ  của thuốc có thể phải mất đến bốn tuần.
Các tác dụng phụ thường gặp bao gồm đau đầu, chóng mặt, cảm thấy mệt mỏi, ho, buồn nôn và phát ban. Tác dụng phụ nghiêm trọng có thể bao gồm huyết áp thấp, các vấn đề về gan, kali máu cao và phù mạch. Sử dụng trong khi mang thai không được khuyến khích vì nó có thể gây hại cho em bé. Lisinopril hoạt động bằng cách ức chế hệ thống renin-angiotensin-aldosterone.
Lisinopril được cấp bằng sáng chế vào năm 1978 và được chấp thuận cho sử dụng y tế tại Hoa Kỳ vào năm 1987. Nó có sẵn như là một loại thuốc gốc. Tại Hoa Kỳ, chi phí bán buôn mỗi tháng ít hơn 0,70 USD vào năm 2018. Tại Vương quốc Anh, NHS tốn khoảng 10 bảng mỗi tháng tính đến năm 2018. Năm 2016, đây là loại thuốc được kê đơn nhiều thứ 2 tại Hoa Kỳ, với hơn 110 triệu đơn thuốc.

## Sử dụng trong y tế
Lisinopril thường được sử dụng để điều trị các bệnh huyết áp cao, suy tim sung huyết, nhồi máu cơ tim cấp tính (đau tim) và bệnh thận đái tháo đường.
Một đánh giá kết luận rằng lisinopril có hiệu quả để điều trị bệnh thận proteinuric, bao gồm cả protein niệu tiểu đường.